# شهرستان هگاز
شهرستان هگاز یک منطقهٔ مسکونی در اریتره است که در منطقه آنسبا واقع شده‌است.